# Mike Noersalim
Mohamed Faizel (Mike) Noersalim (Abrabroki (Paramaribo), 25 juni 1974) is een Surinaamse politicus. Van 2015 tot juli 2020 was hij minister van Binnenlandse Zaken.

## Biografie
Noersalim studeerde af met de titel van Master in Business Administration. Tot 2015 was hij directeur van het ICT-bedrijf HenCom Trai. In 2015 werd hij minister van Binnenlandse Zaken in het tweede kabinet Bouterse. Noersalim is gehuwd en heeft vier kinderen.
Hij was lid van de Pertjajah Luhur (PL) en voorzitter van de toen interne groep Hervormings- en Vernieuwingsbeweging (HVB). Twee parlementsleden die deel uitmaakten van de HVB, Raymond Sapoen en Diepak Chitan, stapten kort na de verkiezingen van 2015 uit de partij. Noersalim verschafte de beweging een eigen vestiging. Op 7 december 2015 werd hij geroyeerd als lid van PL. Op 28 oktober 2017 werd de HVB officieel geproclameerd als politieke partij, met Noersalim als voorzitter. Hij werd in februari 2023 voor een termijn van vijf jaar herkozen.
Tijdens de verkiezingen van 2020 behaalde de HVB geen zetels. Twee dagen voordat hij zijn ministerschap moest afstaan, keurde hij de verkaveling van de grond van de Cultuurtuin in Paramaribo goed. Dit deed hij als minister van Ruimtelijke Ordening, Grond- en Bosbeheer, waar president Desi Bouterse hem had laten invallen omdat minister Lekhram Soerdjan de uitgiftes van grond niet oppakte. Vervolgens zei hij bij zijn afscheid op 15 juli: "We doen het allemaal voor land en volk."
Zijn opvolger, minister Bronto Somohardjo, bracht in augustus 2020 in De Nationale Assemblée de misstanden naar buiten die waren gebeurd tijdens het ministerschap van Noersalim. In twee jaar tijd had hij 4500 ambtenaren aangenomen, waardoor de salariskosten waren gestegen van 100 naar 300 miljoen SRD. Onder hen bevonden zich 400 beleidsmedewerkers, onder wie DNA-leden. Daarnaast werden tal van andere onrechtmatigheden geconstateerd. Naar de malversaties werd een CLAD-onderzoek opgestart. In augustus 2020, tijdens de coronacrisis in Suriname, was hij besmet met Covid-19.
Tijdens de verkiezingen van 2025 stond hij op nummer 25 van de lijst van de NDP, waar de HVB een samenwerking mee was overeengekomen. Op 16 juli 2025 trad hij aan als minister van n Landbouw, Veeteelt en Visserij.